# Municipio de Union (condado de Hardin)
El municipio de Union (en inglés: Union Township) es un municipio ubicado en el condado de Hardin en el estado estadounidense de Iowa. En el año 2010 tenía una población de 878 habitantes y una densidad poblacional de 9,5 personas por km².

## Geografía
El municipio de Union se encuentra ubicado en las coordenadas 42°14′59″N 93°3′11″O / 42.24972, -93.05306. Según la Oficina del Censo de los Estados Unidos, el municipio tiene una superficie total de 92.44 km², de la cual 92,03 km² corresponden a tierra firme y (0,45 %) 0,41 km² es agua.

## Demografía
Según el censo de 2010, había 878 personas residiendo en el municipio de Union. La densidad de población era de 9,5 hab./km². De los 878 habitantes, el municipio de Union estaba compuesto por el 96,92 % blancos, el 0,46 % eran afroamericanos, el 0,11 % eran amerindios, el 0,34 % eran asiáticos, el 1,25 % eran de otras razas y el 0,91 % eran de una mezcla de razas. Del total de la población el 2,51 % eran hispanos o latinos de cualquier raza.